# Hendrika Johanna van Leeuwen
Pour les articles homonymes, voir Leeuwen.
Hendrika Johanna van Leeuwen (3 juillet 1887 - 26 février 1974) est une physicienne néerlandaise, connue pour ses contributions à la théorie du magnétisme et l'établissement du théorème de Bohr–van Leeuwen.

## Jeunesse et études
Hendrika Johanna van Leeuwen naît le 3 juillet 1887 à La Haye (Pays-Bas). Elle a une sœur cadette, Cornelia. Elle étudie à l'université de Leyde sous la direction d'Hendrik Lorentz et obtient son doctorat en 1919. Sa thèse explique pourquoi le magnétisme dans les solides est un phénomène mécanique purement quantique,. Ce résultat est désormais appelé théorème de Bohr-van Leeuwen (Niels Bohr était arrivé à la même conclusion quelques années plus tôt). 

## Carrière
Pendant et après son doctorat, elle travaille comme enseignante dans des écoles secondaires.  
En septembre 1920, elle est assistante de recherche à l'université de technologie de Delft où elle continue à étudier les phénomènes magnétiques. Elle élabore un modèle de réduction de la perméabilité dans les métaux ferromagnétiques, qui, contrairement aux modèles précédemment proposés, correspondait aux données mesurées expérimentalement. Elle fait une présentation sur ce sujet lors d'un colloque sur le ferromagnétisme en avril 1947 à Delft.
Juste après la seconde guerre mondiale, l'université a des difficultés à recruter des enseignants.  Van Leeuwen bénéficie de cette pénurie et en avril 1947, elle est promue maître de conférence en physique théorique et appliquée. Deux autres femmes suivront : Antonia Korvezee en 1948 en chimie et Jentina Leene en 1949 en technologie de la fibre.   
Van Leeuwen est la belle-sœur de Gunnar Nordström, connu comme l'« Einstein de la Finlande », qui a étudié à Leyde avec Paul Ehrenfest, le successeur de Lorentz. Sa sœur Cornelia (Nel) avait également effectué un doctorat à Leyde, sous la direction de Willem Keesom, sur le calcul du deuxième coefficient viral des molécules quadripolaires dures. Elle n'a plus travaillé après avoir épousé Nordström et déménagé avec lui à Helsinki.  
Van Leeuwen prend sa retraite en 1952. En 1960, elle déménage à Huyse van Sint Christoffel, une maison de retraite pour femmes dans le centre de Delft, où elle vivra jusqu'à sa mort en 1974.     